# Nathaniel Archibald
 (décembre 2018).
Si vous disposez d'ouvrages ou d'articles de référence ou si vous connaissez des sites web de qualité traitant du thème abordé ici, merci de compléter l'article en donnant les références utiles à sa vérifiabilité et en les liant à la section « Notes et références ».
Nathaniel Fitzwilliam Archibald, dit Nate, est un personnage fictif de la série de littéraire Gossip Girl créée par Cecily von Ziegesar. Dans la série télévisée adaptée des romans, il est interprété par Chace Crawford. Le personnage de Nate est un jeune lycéen puis étudiant, issu de la famille Vanderbilt.

## Biographie fictive (romans)
Description physique : Nate est grand (il mesure un mètre et quatre-vingt-cinq centimètres de haut), mince, large d'épaules et musclé ; il a un visage anguleux, un torse carré, des cheveux ondulés de couleur châtain clair parsemés de mèches blond doré, des dents blanches et des yeux d'un vert foncé pétillant. 
Histoire : Nathaniel Fitzwilliam Archibald - dit Nate - compte parmi les garçons les plus séduisants de l'Upper East Side et est aussi le petit ami par intermittence de Blair/Olivia, un passionné de voilier et de navigation, un joueur talentueux de crosse et un usager régulier de marijuana. Il est le fils unique d'un très riche banquier, le Capitaine Howard Archibald (dit Capitaine Archibald), et d'Anne, une aristocrate française fortunée. Il oscille constamment entre ses sentiments pour Blair/Olivia et ceux qu'il éprouve pour Serena, avec qui il a perdu sa virginité... Jusqu'à ce qu'il soit contraint de suivre une cure dans un centre de désintoxication et y rencontre Georgina Spark, la fille qui va malgré elle l'aider à changer. Nate ne sait jamais ce qu'il veut et, sitôt qu'il est confronté à une difficulté, opte pour la fuite. Il étudie au lycée privé pour garçons Saint Jude's (= Saint Jude's School for Boys) avec ses meilleurs amis, Anthony Avuldsen, Charlie Dern et Jeremy Tompkinson. Ses prouesses sur le terrain de crosse lui vaudront, bien qu'il soit un élève moyen en raison de son addiction à la marijuana, d'être admis dans la plupart des universités de l'Ivy League, sans l'avoir vraiment désiré, comme la majeure partie des choses qu'il obtient. Il est également le sujet le plus courant de discorde entre Blair/Olivia et Serena et ne peut s'empêcher de tromper ses petites amies. Cependant, malgré son inconstance affective et sa nature indécise et lymphatique, Nate est un jeune homme qui présente une personnalité sensible et compatissante. Parce qu'il a volé le Viagra de son entraîneur de crosse à la fin du lycée, il n'obtient pas son diplôme et décide alors de partir faire le tour du monde en bateau avec l'ancien mentor de son père pour éviter d'avoir à choisir entre sa petite amie et sa meilleure amie. À son retour, quelques mois plus tard, désireux de trouver sa voie, il intègre -sur les recommandations de son nouveau meilleur ami, Charles Bass (dit Chuck) - une université aux méthodes d'apprentissage peu communes, Deep Springs College, qu'il fréquentera pendant deux ans avant d'être admis dans la prestigieuse université Brown afin d'y achever sa scolarité au sein de la filière d'études américaines. 
Liste de ses conquêtes amoureuses : Serena Caroline Van der Woodsen, Blair/Olivia Cornelia Waldorf, Jennifer Tallulah Humphrey, Georgina Spark, Lexie, Brigid, Tawny...
Liste de ses ami.e.s : Charlie Dern, Jeremy Tompkinson, Anthony Avuldsen, Charles White (dit Chips), Charles Bartholomew Bass, John Gause, Ryan O'Brien, ...

## Série télévisée

### Saison 1
Vivant dans l'Upper East Side, Nate est le fils du riche et influent capitaine Archibald. Le père tente par tous les moyens de convaincre son fils de s'inscrire à Dartmouth College pour la poursuite de son cursus. Cette insistance causera de nombreux conflits entre les deux. Plus tard, quand Nate découvre l'addiction de son paternel, il fera tout pour le sauver. 
Sur le plan amical, Nate peut compter sur Chuck Bass, son meilleur ami de longue date, millionnaire et coureur de jupon. ll se fera, cependant, trahir par ce dernier qui vient de coucher avec Blair. Leur amitié est donc brisée quelque temps. Au cours des saisons, Nate nouera également une amitié avec Dan Humphrey. 
Son cœur appartient à Blair Waldorf, étudiante à Constance Billard, depuis toujours. Le retour de Serena Van Der Woodsen, avec qui il a eu une aventure lorsqu'il était avec B, le trouble. Serena est aussi la meilleure amie de Blair, ce qui empêche Nate de se laisser aller à ses émotions et de choisir celle qu'il aime vraiment. Après une rupture douloureuse avec Blair, Nate a la liberté qu'il souhaitait mais il finit par revenir vers Blair. Ils resteront ensemble seulement le temps de s'entre-déchirer un peu plus. Le couple semble enterré pour de bon et Nate jette son dévolu sur Vanessa Abrams, meilleure amie de Dan Humphrey. Leurs différents milieux, Nate de l'Upper East Side et Vanessa, Brooklyn, auront raison d'eux à la fin. Nate finit la saison célibataire mais avec des projets d'été en compagnie de Serena.

### Saison 2
Les problèmes du père de Nate s'enveniment. Le croyant encore épris de son addiction, Nate le confronte. Mais, cette fois, son père est accusé de fraude financière. Il finira par se sauver dans les Caraïbes, laissant Nate et sa mère sur la paille. Celui-ci logera chez les Humphrey pendant un temps et développera une belle amitié avec Dan. Il récupère son bon copain Chuck Bass, non longtemps après. Le capitaine finira par se rendre et Nate retrouvera son statut. 
Sur le plan sentimental, Nate est plutôt instable cette saison. On croyait que finalement Serena Van Der Woodsen et Nate finiraient ensemble à la suite d'un baiser échangé mais il n'en est rien. Durant l'été, Nate a une aventure avec une femme mariée, Catherine. Alors, qu'il tente de tout arrêter, il décide de reprendre avec Vanessa Abrams. Mauvais timing, l'histoire est de courte durée. Tout est dû à ce triangle amoureux que Vanessa n'accepte pas. Ayant besoin d'argent, Nate se fait payer les relations sexuelles qu'il entretient avec Catherine. D'une certaine manière, il se prostitue. Ensuite, Nate emménage chez les Humphrey et aura une brève relation avec la petite sœur de Dan, Jennifer (Jenny) Humphrey. Mais cette histoire n'est pas sérieuse. Nate quitte la ville et ne revient que bien plus tard. Il renouera des liens avec Vanessa et Chuck qui l'ont beaucoup aidé. L'histoire d'amour entre Vanessa et Nate semble faite pour durer. C'est la plus longue période durant laquelle ils sont sortis ensemble jusqu'à présent. Malheureusement, leurs origines ont raison d'eux une fois encore : Nate désire travailler au sein de la mairie de New York et Vanessa voudrait entreprendre un voyage en Europe en sa compagnie. Peu de temps après cette rupture, et de façon inattendue, Nate retombe amoureux de Blair. Elle semble, d'après lui, la meilleure petite amie qu'il puisse espérer. C'est Blair qui finira par le quitter au bal de promotion car elle aime Chuck.  Finalement, il accompagne Vanessa à son voyage en Europe.

### Saison 3
Cette saison est marquée par l'entrée à l'université de nos héros. Nate a choisi d'aller à l'université Columbia parce qu'il y a été accepté sans l'aide de sa puissante famille.   
Une nouvelle apparaît dans le décor de septembre, elle s'appelle Bree Bukley. Malheureusement pour le couple potentiel, les Bukley et les Archibald sont en conflit depuis toujours mais ce n'est pas ce qui sépare nos amoureux. Nate découvrira avec l'aide de Blair et Chuck que Bree se sert de lui pour arriver à Carter, le nouveau copain de Serena. Ils rompent. Nate s'investit beaucoup dans l'élection de son cousin, Tripp Van Der Bilt. Celui-ci décroche la victoire et le cœur de Serena. Cependant, Nate est de nouveau amoureux de la blonde. Nate entrevoit une chance de la récupérer, car Seb est marié. Il s'impose alors en héros lorsque Serena et Tripp ont un accident de voiture. Ce dernier abandonne sur les lieux S qui est blessée.
Nate frappa Tripp au visage en lui reprochant son inconscience et en lui interdisant de s'approcher à nouveau de Serena. C'est à ce moment que Nate et Serena commencent à sortir ensemble. Une relation saine au début, mais qui se complique rapidement lorsque Jenny Humphrey se met en tête de ressortir avec lui et que le père de Serena débarque. Leur relation se termine à la fin de la saison, après que Serena ait embrassée Dan (son ex-petit-ami) et que Gossip Girl poste une photo de Dan et Serena dans le même lit. Nate pardonne à Dan. À la fin de la saison, Nate décide de profiter de son été et de s'amuser en suivant son ami Chuck.

### Saison 4
Au début de la saison 4 Nate poursuit la découverte du carnet de conquêtes de Chuck. Lorsqu'il emmène l'une de ses conquêtes au restaurant il rencontre Juliet Sharp, avec laquelle après plusieurs péripéties, il entretiendra une aventure. Il finira par découvrir que son unique but était de détruire la vie de Serena
<En effet Serena a détruit la vie du frère de Juliet  en couchant avec lui au lycée alors qu'elle était mineure et en déposant plainte contre lui, le contraignant à l'arrêt de sa fonction de professeur ; cette sombre histoire est en réalité fausse car ils n'ont pas couché ensemble et Serena n'avait pas dépose plainte, il s'agissait de Lily qui voulait protéger sa fille>  
Cependant, à ce moment la, Nate découvrant la fourberie et les manipulations de Juliet, décide de la quitter. 
Il sera en couple avec Raina Thorpe, ex-petite-amie de Chuck. 

### Saison 6
À la fin de la série, il apparaît comme seul, mais il semble heureux. Il est riche et a débuté une campagne pour être maire de New York tout en continuant de développer sa société.